# Pseudoromicia brunnea
Pseudoromicia brunnea és una espècie de ratpenat de la família dels vespertiliònids. Viu al Camerun, el Congo, Costa d'Ivori, Guinea Equatorial, el Gabon, Ghana, Libèria, Nigèria i Sierra Leone. Els seus hàbitats naturals són els boscos tropicals humits de plana i, possiblement, els boscos tropicals secs. Està amenaçat per la desforestació i la conversió de terra per a ús agrícola.
El seu nom específic, brunnea, significa 'marró' en llatí i es refereix al color del seu pelatge.